# Закшево-Парцеле
Закшево-Парцеле (пол. Zakrzewo-Parcele) — село в Польщі, у гміні Барухово Влоцлавського повіту Куявсько-Поморського воєводства.
У 1975-1998 роках село належало до Влоцлавського воєводства.